# Fórián István
Dr. Fórián István (Budapest, 1947. augusztus 15. –) magyar gépészmérnök, a Magyar Suzuki Zrt. egykori vezérigazgató-helyettese (1999-2007 között), alkalmazott kutatás-fejlesztési programok irányítója volt.

## Pályája

### Iskolái
- 1972 BME, Gépészmérnöki Kar, Gépgyártástechnológia szak
- 1978 BME, Dr., summa cum laude
- 1984 BME, Közlekedésmérnöki Kar, járműgyártó és járműjavító szakmérnök
- 1994 USA, Indianapolis, Covey Leadership Center, vállalati vez. képző isk.
- 1998 Japán, Tokio, International Cooperation Agency, ösztöndíj

### Munkahelyei
- 1972-1973 VERTESZ, kutatómérnök
- 1973-1991 BME, Közlekedésmérnöki Kar, Gépipari Technológia Tansz., adjunktus
- 1990-1992 UniAuto Speciális Haszongépjárműveket Gyártó és Forgalmazó Kft., ügyvezető
- 1992-1995 USA, Indiana, Columbus, Cummins Engine Co. Inc. Dieselmotor fejlesztő és gyártó cég, kutatás-fejlesztési műszaki tanácsadó
- 1996 TeDeCom Telekommunikációs Fejlesztő Kft., senior műszaki tanácsadó
- 1996-1998 Ipari, Kereskedelmi és Idegenforgalmi Minisztérium, főtanácsos
- 1998-1999 Gazd-i Minisztérium, Nemzeti Beszállítói Célprogram igazgatója
- 1999-2007 Magyar Suzuki Rt., vez. ig. h., igazgató tanács tagja

KT.: BME, iparvállalatok és kiemelt célprogramokként az Országos Műszaki Fejlesztési Bizottság támogatásával, elméleti, gyakorlati vizsgálatok hazai gyártású, ultra precíziós gyémánt eszterga fejlesztéséhez, nanotechnológia, micro-geometriai felületanalízis, külföldi járműipari beruházások és a privatizációs folyamat koordinálása, beszállítói háttéripar fejlesztése, iparpolitikai koncepciók kidolgozása, Orsz. Beszállítói Célprogram kidolgozása, irányítása, Közép-Magyarországi Autóipari Klasztner, alapító, szakmai irányító, Suzuki Rt. beszállítói, teljes körű kapcsolatrendszer szervezése, irányítása.

## Tagságai
A magyar és japán kormány által alapított Magyar Termelékenységi Központ Közalapítvány, kuratóriumi elnök, Magyar Gépjárműipari Szövetség, elnökségi tag, Aquaprofit Rt., FB tag, Pannon Autóipari Klaszter, elnökségi tag, Gazdaságelemző Int. Kht., FB tag, MTESZ Esztergomi Szervezetének elnöke, Car-Rec Kht., FB tag, AUTÓKUT igazgatótanácsa, DUNAFERR Rt. igazgatótanácsa. Alapító elnökségi tagja a 2006-ban alakult Esztergomi Vállalkozók Egyesületének, 2007. november 1-jétől az Egyesület Tiszteletbeli Elnöke. 2007-ben Takeucsi Hiszasi váltotta le a Suzuki gyárban.
Nyolc évi vállalat vezetői munka után 2007. november 1-jétől az ITDH stratégiai igazgatója lett, vállalva egy új kihívást: hazánk külgazdasági kapcsolatainak hatékonyabbá tételét, de emellett a Magyar Suzuki Zrt. tanácsadóként továbbra is igényt tart a munkájára.

## Díjai
- A Magyar Köztársasági Érdemrend lovagkeresztje (2005)

## Családja
- Ágnes (1971)
- István (1973)
- Fruzsina (1983)